# 朴庸玉
朴庸玉（1942年9月15日—），是大韓民國的政治人物，2009年9月17日起出任平安南道知事。

## 生平
朴庸玉是平壤府出身的人，高中後就讀韓國陸軍士官學校。
2009年9月17日，朴庸玉經委任成為平安南道知事，接替鄭重烈（韓語：정중렬）。